# Landsdel Midtjylland-Nordjylland
Landsdel Midtjylland-Nordjylland er i forbindelse med folketingsvalg betegnelsen for en af tre landsdele. Den omfatter Østjyllands Storkreds, Nordjyllands Storkreds og Vestjyllands Storkreds med i alt 1.833.626 indbyggere (2010).
Ved folketingsvalget 2007 var antallet af vælgere i landsdelen 1.343.492. De valgte 46 kredsmandater og 14 tillægsmandater. Ved det efterfølgende folketingsvalg var den fordeling uændret.